# Hideo Hashimoto
Hideo Hashimoto (橋本 英郎?, Hashimoto Hideo; Osaka, 21 maggio 1979) è un ex calciatore giapponese, di ruolo centrocampista.

## Carriera
Nella sua carriera agonistica Hashimoto ha militato nella Gamba Osaka, nel Vissel Kobe e nel Cerezo Osaka.

## Palmarès

### Club

#### Competizioni nazionali
- Campionato giapponese: 1

Gamba Osaka: 2005
- Coppa J. League: 1

Gamba Osaka: 2007
- Coppa dell'Imperatore: 1

Gamba Osaka: 2008

#### Competizioni internazionali
- AFC Champions League: 1

Gamba Osaka: 2008

### Nazionale
- Kirin Cup: 1

2009